# Orocharis eveches
Orocharis eveches är en insektsart som beskrevs av Otte, D. och Perez-gelabert 2009. Orocharis eveches ingår i släktet Orocharis och familjen syrsor. Inga underarter finns listade i Catalogue of Life.